# Mytilus californianus
Vẹm California hay Chem chép vịnh San Francisco (Danh pháp khoa học: Mytilus californianus) là một loài động vật nhuyễn thể hai mảnh vỏ trong họ Vẹm (Mytilidae) phân bố ở các vùng bờ biển Bắc Mỹ từ vùng phía Bắc Mexico cho đến hòn đảo Aleutia của Alaska. Đây là một trong những loài vẹm hay chem chép có giá trị về mặt kinh tế. Những con chem chép ở ở Vịnh San Francisco có chứa nồng độ độc tố cao có thể gây tổn hại cho gan (microcystin), độc tố nước ngọt này tích tụ trong các loài hải sản có vỏ, có trong cả chem chép và hàu ở Vịnh San Francisco, nồng độ độc tố trong một số con chem chép cao hơn ngưỡng cho phép.